# Victor Chang
Victor Peter Chang (Chang Yam Him ; chinois : 張任謙 ; pinyin : Zhāng Rènqiān), né le 21 novembre 1936 à Shanghai et mort le 4 juillet 1991 à Sydney, est un chirurgien australien d'origine chinoise qui figure parmi les pionniers de la transplantation cardiaque.

## Biographie
Né à Shanghai, il passe son enfance à Hong Kong avant d'arriver en 1953 en Australie. Il étudie la médecine à l'université de Sydney. Il travaille ensuite en tant qu'interne à l'hôpital St Vincent de Sydney, avant de partir en Angleterre.
Il retourne travailler à l'hôpital St Vincent en 1972. Chang fait pression sur les hommes politiques et les financiers pour lever des fonds afin de mettre en place un programme de transplantation cardiaque dans cet hôpital. La première transplantation faite dans le cadre de ce programme a lieu le 24 février 1984. 
Entre 1984 et 1990, l'unité du docteur Chang réalise 197 transplantations cardiaques et 14 transplantations à la fois du cœur et des poumons.
Préoccupé par le manque de dons d'organes, il met en place une équipe de recherche internationale pour développer un cœur artificiel. Cette équipe, qui travaille à la fois à Singapour, Canton et Sydney, développe des valves mécaniques qui sont par la suite utilisées en Asie. Chang et son équipe font des progrès significatifs dans la recherche sur le cœur artificiel, mais ses projets prennent fin à sa mort.
Chang est assassiné le 4 juillet 1991 par deux individus ayant échoué à lui soutirer de l'argent.

## Reconnaissance
Le Victor Chang Cardiac Research Institute, un organisme chargé des recherches sur « la prévention, le diagnostic et le traitement des maladies du cœur », est inauguré le 15 février 1994 par le Premier ministre australien Paul Keating. L'organisme est financé par le gouvernement et grâce à des fonds privés (incluant par exemple trois millions de dollars australiens de Kerry Packer).
En 1999, le Premier ministre australien John Howard annonce que Chang a été désigné « Australien du XXe siècle » (Australian of the century).
En 2001, sa fille Vanessa publie la biographie Victor Chang: A tribute to my father. Les bénéfices de la vente sont reversés au Victor Chang Cardiac Research Institute.
Le 21 novembre 2023, à l'occasion des 87 ans de sa naissance, Google lui dédie un « doodle », petite décoration en l'honneur d'un événement ou d'une figure qui remplace le classique logo Google,.